# تپه فیض‌آباد (تایباد)
تپه فیض‌آباد مربوط به دوره اسلامی است و در شهرستان تایباد، ۷ کیلومتری شمال‌غرب شهر تایباد واقع شده و این اثر در تاریخ ۲۵ اسفند ۱۳۷۹ با شمارهٔ ثبت ۳۵۲۷ به‌عنوان یکی از آثار ملی ایران به ثبت رسیده‌است.